# Jacob Heidtmann
Jacob Oskar Julius Heidtmann (Pinneberg, 6 de noviembre de 1994) es un deportista alemán que compite en natación, especialista en el estilo libre.
Ganó una medalla de oro en el Campeonato Europeo de Natación de 2018, en la prueba de 4 × 200 m libre mixto. Participó en dos Juegos Olímpicos de Verano, ocupando el sexto lugar en Río de Janeiro 2016 y el séptimo en Tokio 2020, en la prueba de 4 × 200 m libre.

## Palmarés internacional
| Campeonato Europeo | Campeonato Europeo    | Campeonato Europeo | Campeonato Europeo    |
| Año                | Lugar                 | Medalla            | Prueba                |
| ------------------ | --------------------- | ------------------ | --------------------- |
| 2018               | Glasgow (Reino Unido) | Medalla de oro     | 4 × 200 m libre mixto |